# Marcos Gamero
Marcos Antonio Gamero y Toro (Santiago de Chile, Imperio español; 4 de abril de 1797-Talca, Imperio español; 4 de marzo de 1814) fue un militar chileno que destacó en la guerra de independencia de dicho país. 
Era hijo de Marcos Alonso Gamero, un comerciante que instaló la primera fábrica de pólvora en Chile en 1788, y de María Ana Toro, una aristócrata talquina hija del conde de la Conquista.

## Toma de Talca
Al amanecer del 4 de marzo de 1814 se inició la toma de Talca. Los realistas al mando del comandante Ildefonso Elorreaga intentaban tomar la ciudad maulina para cortar las comunicaciones entre los patriotas chilenos. El coronel Carlos Spano debía resguardar la ciudad tan solo con 120 hombres frente a los más de 1000 realistas enemigos. Gamero, por su parte, se había incorporado hace un año al Cuerpo de Artillería como subteniente. Ese día, un mes antes de cumplir 18 años y ya ascendido a teniente, murió por la bandera a fin de evitar que la ciudad fuera entregada al enemigo.
El Comandante Spano colocó barricadas en los cuatro vértices de la Plaza de Armas, ubicando en 3 de las esquinas los únicos cañones que poseían: En la surponiente al mayor Guzmán, en la suroriente al Teniente Gamero y en la norponiente al teniente Cienfuegos. El enemigo atacó por las calles de Cruz y del Comercio (actual 1 oriente con 1 sur). Eran las 9:00 a. m. y Spano, Gamero y el resto combatían duramente contra el enemigo. Tras 2 horas de lucha, un traidor dejó que por su casa ingresaran los realistas. Estos dieron muerte a Gamero y luego al valeroso Spano, que fue alcanzado al proteger el pabellón nacional.

## Homenajes
- El 14 de octubre de 1876 se presentó en el teatro municipal de Talca la obra de teatro «Marcos Gamero o La Defensa de Talca», escrito por Eloy Buxo.[1]
- En diciembre de 1981 fue inaugurado el Hotel Marcos Gamero en honor al héroe talquino.
- Frente a la plaza de armas se instaló una placa recordatoria, justamente en la esquina donde se encontraba su cañón y donde fue acribillado: 1 sur con 1 oriente.
- Gamero es popularmente conocido como "El defensor de Talca".